# Tragia guyanensis
Tragia guyanensis är en törelväxtart som beskrevs av John Wynn Gillespie. Tragia guyanensis ingår i släktet Tragia och familjen törelväxter. Inga underarter finns listade i Catalogue of Life.